# New Masses
New Masses fue una revista política publicada en Estados Unidos entre 1926 y 1948, vinculada al pensamiento marxista.

## Historia
Fue publicada entre 1926 y 1948. De contenido político, fue una publicación con una orientación marxista y de izquierdas.
En ella colaboraron autores como Hugo Gellert, Mike Gold, Langston Hughes o el novelista John Dos Passos, entre otros muchos. Además de aquellos relacionados con el comunismo, dio cabida a artículos sobre la minoría negra en Estados Unidos. Inicialmente de periodicidad mensual, este modelo aguantó hasta 1933, a comienzos del año siguiente pasaría a publicarse semanalmente. Tuvo como precedente a las revistas The Masses (1911-1917) y The Liberator (1918-1924); tras su desaparición empezaría a publicarse Masses & Mainstream (1948-1963), producto de su fusión con Mainstream.